# Rick James/Diskografie
Diese Diskografie ist eine Übersicht über die musikalischen Werke des US-amerikanischen Sängers Rick James. Den Schallplattenauszeichnungen zufolge hat er bisher mehr als 3,5 Millionen Tonträger verkauft, davon alleine in seiner Heimat über drei Millionen. Seine erfolgreichste Veröffentlichung ist das Album Street Songs mit über 1,1 Millionen verkauften Einheiten.

## Alben

### Studioalben
| Jahr | Titel                  | Höchstplatzierung, Gesamtwochen, AuszeichnungChartplatzierungen (Jahr, Titel, Platzierungen, Wochen, Auszeichnungen, Anmerkungen) | Höchstplatzierung, Gesamtwochen, AuszeichnungChartplatzierungen (Jahr, Titel, Platzierungen, Wochen, Auszeichnungen, Anmerkungen) | Höchstplatzierung, Gesamtwochen, AuszeichnungChartplatzierungen (Jahr, Titel, Platzierungen, Wochen, Auszeichnungen, Anmerkungen) | Anmerkungen                                                                                       |
| Jahr | Titel                  | UK | US | R&B | Anmerkungen                                                                                       |
| ---- | ---------------------- | --- | --- | --- | ------------------------------------------------------------------------------------------------- |
| 1976 | Come Get It!           | — | US13 Gold · (36 Wo.)US | R&B3 (47 Wo.)R&B | Erstveröffentlichung: 20. April 1976 mit The Stone City Band Produzenten: Rick James, Art Stewart |
| 1979 | Bustin’ Out of L Seven | — | US16 (27 Wo.)US | R&B2 (34 Wo.)R&B | Erstveröffentlichung: 26. Januar 1979 Produzenten: Rick James, Art Stewart                        |
| 1979 | Fire It Up             | — | US34 (20 Wo.)US | R&B5 (29 Wo.)R&B | Erstveröffentlichung: 16. Oktober 1979 Produzenten: Rick James, Levi Ruffin                       |
| 1980 | Garden of Love         | — | US83 (10 Wo.)US | R&B17 (15 Wo.)R&B | Erstveröffentlichung: 16. Juli 1980 Produzent: Rick James                                         |
| 1981 | Street Songs           | — | US3 Platin · (74 Wo.)US | R&B1 (78 Wo.)R&B | Erstveröffentlichung: 7. April 1981 Produzent: Rick James                                         |
| 1982 | Throwin’ Down          | UK93 (2 Wo.)UK | US13 Gold · (23 Wo.)US | R&B2 (39 Wo.)R&B | Erstveröffentlichung: 13. Mai 1982 Produzent: Rick James                                          |
| 1983 | Cold Blooded           | — | US16 Gold · (29 Wo.)US | R&B1 (33 Wo.)R&B | Erstveröffentlichung: 5. August 1983 Produzent: Rick James                                        |
| 1985 | Glow                   | — | US50 (26 Wo.)US | R&B7 (29 Wo.)R&B | Erstveröffentlichung: April 1985 Produzent: Rick James                                            |
| 1986 | The Flag               | — | US95 (12 Wo.)US | R&B16 (17 Wo.)R&B | Erstveröffentlichung: 18. April 1986 Produzent: Rick James                                        |
| 1988 | Wonderful              | — | US148 (8 Wo.)US | R&B12 (19 Wo.)R&B | Erstveröffentlichung: 5. Juli 1988 Produzent: Rick James                                          |
| 1997 | Urban Rapsody          | — | US170 (1 Wo.)US | R&B31 (10 Wo.)R&B | Erstveröffentlichung: 14. Oktober 1997 Produzenten: Rick James, Daniel LeMelle                    |
| 2007 | Deeper Still           | — | US185 (1 Wo.)US | R&B19 (9 Wo.)R&B | Erstveröffentlichung: 15. Mai 2007 Produzent: Rick James                                          |

Weitere Alben
- 1980: In ’n’ Out (Rick James presents The Stone City Band)
- 1980: Special Edition with Sid McCoy (Interview-LP)
- 1982: Blow (Rick James presents Bobby M)

### Kompilationen
| Jahr | Titel            | Höchstplatzierung, Gesamtwochen, AuszeichnungChartplatzierungen (Jahr, Titel, Platzierungen, Wochen, Auszeichnungen, Anmerkungen) | Höchstplatzierung, Gesamtwochen, AuszeichnungChartplatzierungen (Jahr, Titel, Platzierungen, Wochen, Auszeichnungen, Anmerkungen) | Höchstplatzierung, Gesamtwochen, AuszeichnungChartplatzierungen (Jahr, Titel, Platzierungen, Wochen, Auszeichnungen, Anmerkungen) | Anmerkungen                                                               |
| Jahr | Titel            | UK | US | R&B | Anmerkungen                                                               |
| ---- | ---------------- | --- | --- | --- | ------------------------------------------------------------------------- |
| 1984 | Reflections      | — | US41 (18 Wo.)US | R&B10 (23 Wo.)R&B | Erstveröffentlichung: August 1984 Produzenten: Rick James, Daniel LeMelle |
| 2010 | Icon: Rick James | — | — | R&B92 (3 Wo.)R&B | Erstveröffentlichung: 31. August 2010                                     |

Weitere Kompilationen
- 1980: Spacey Love (2 LPs)
- 1984: Fire and Desire (2 LPs)
- 1984: Hard to Get (2 LPs)
- 1986: Greatest Hits
- 1991: Rick James and Friends (mit Mary Jane Girls und Teena Marie)
- 1994: Bustin’ Out (2 CDs)
- 1994: Motown Legends Give It to Me Baby – Cold Blooded
- 1997: The Ultimate Collection
- 2000: The Best of Rick James
- 2002: Anthology (2 CDs)
- 2005: The Best of Rick James & Friends – Volume 2
- 2005: Gold (2 CDs)
- 2006: The Definitive Collection
- 2014: The Complete Motown Albums (118 mp3-Files)

## Singles
| Jahr | Titel Album                                    | Höchstplatzierung, Gesamtwochen, AuszeichnungChartplatzierungen (Jahr, Titel, Album, Platzierungen, Wochen, Auszeichnungen, Anmerkungen) | Höchstplatzierung, Gesamtwochen, AuszeichnungChartplatzierungen (Jahr, Titel, Album, Platzierungen, Wochen, Auszeichnungen, Anmerkungen) | Höchstplatzierung, Gesamtwochen, AuszeichnungChartplatzierungen (Jahr, Titel, Album, Platzierungen, Wochen, Auszeichnungen, Anmerkungen) | Höchstplatzierung, Gesamtwochen, AuszeichnungChartplatzierungen (Jahr, Titel, Album, Platzierungen, Wochen, Auszeichnungen, Anmerkungen) | Anmerkungen | [↑]: gemeinsam behandelt mit vorhergehendem Eintrag; [←]: in beiden Charts platziert |
| Jahr | Titel Album                                    | UK | US | R&B | Dance | Anmerkungen |                                                                                      |
| ---- | ---------------------------------------------- | --- | --- | --- | --- | --- | ------------------------------------------------------------------------------------ |
| 1978 | You and I Come Get It!                         | UK46 (7 Wo.)UK | US13 (17 Wo.)US | R&B1 (22 Wo.)R&B | Dance3 (21 Wo.)Dance | Erstveröffentlichung: 16. März 1978 Autor: Rick James |                                                                                      |
| 1978 | Mary Jane Come Get It!                         | — | US41 (12 Wo.)US | R&B3 (17 Wo.)R&B | — | Erstveröffentlichung: 25. September 1978 Autor: Rick James |                                                                                      |
| 1979 | High on Your Love Suite Bustin’ Out of L Seven | — | US72 (6 Wo.)US | R&B12 (13 Wo.)R&B | — | Erstveröffentlichung: 6. Februar 1979 Autor: Rick James |                                                                                      |
| 1979 | Bustin’ Out Bustin’ Out of L Seven             | — | US71 (6 Wo.)US | R&B8 (13 Wo.)R&B | — | Erstveröffentlichung: 12. April 1979 Autor: Rick James |                                                                                      |
| 1979 | I’m a Sucker for Your Love Wild and Peaceful   | UK43 (8 Wo.)UK | — | R&B8 (21 Wo.)R&B | — | Erstveröffentlichung: Mai 1979 Teena Marie feat. Rick James Autor: Rick James |                                                                                      |
| 1979 | Fool on the Street Bustin’ Out of L Seven      | — | — | R&B35 (10 Wo.)R&B | — | Erstveröffentlichung: August 1979 Autor: Rick James |                                                                                      |
| 1979 | Love Gun Fire It Up                            | — | — | R&B13 (12 Wo.)R&B | Dance32 (15 Wo.)Dance | Erstveröffentlichung: 5. Oktober 1979 Autor: Rick James |                                                                                      |
| 1980 | Come into My Life Fire It Up                   | — | — | R&B26 (11 Wo.)R&B | — | Erstveröffentlichung: Dezember 1979 Autor: Rick James |                                                                                      |
| 1980 | Big Time Garden of Love                        | UK41 (6 Wo.)UK | — | R&B17 (17 Wo.)R&B | Dance38 (11 Wo.)Dance | Erstveröffentlichung: Juni 1980 Autor: Rick James |                                                                                      |
| 1981 | Give It to Me Baby Street Songs                | UK47 (3 Wo.)UK | US40 (14 Wo.)US | R&B1 (25 Wo.)R&B | Dance1 (32 Wo.)Dance | Erstveröffentlichung: 6. März 1981 Autor: Rick James |                                                                                      |
| 1981 | Super Freak Street Songs                       | UK— GoldUK | US16 Gold · (24 Wo.)US | R&B3 (17 Wo.)R&B[Dance: ↑] | Dance1 (32 Wo.)Dance | Erstveröffentlichung: 10. Juli 1981 Backing Vocals: The Temptations R&B Hall of Fame Platz 481 der Rolling Stone 500 (Liste 2011) Basis für MC Hammers Hit U Can’t Touch This Autoren: Alonzo Miller, Rick James |                                                                                      |
| 1981 | Ghetto Life Street Songs                       | — | — | R&B38 (10 Wo.)R&B[Dance: ↑] | Dance1 (32 Wo.)Dance | Erstveröffentlichung: 9. Oktober 1981 Autor: Rick James |                                                                                      |
| 1982 | Standing on the Top Throwin’ Down              | UK53 (3 Wo.)UK | US66 (8 Wo.)US | R&B6 (17 Wo.)R&B | Dance11 (14 Wo.)Dance | Erstveröffentlichung: 6. April 1982 The Temptations feat. Rick James Autor: Rick James |                                                                                      |
| 1982 | Dance wit’ Me Throwin’ Down                    | UK53 (3 Wo.)UK | US64 (9 Wo.)US | R&B3 (17 Wo.)R&B | Dance7 (16 Wo.)Dance | Erstveröffentlichung: 22. April 1982 Autor: Rick James |                                                                                      |
| 1982 | Hard to Get Throwin’ Down                      | — | — | R&B15 (13 Wo.)R&B | — | Erstveröffentlichung: Juli 1982 Autor: Rick James |                                                                                      |
| 1982 | She Blew My Mind (69 Times) Throwin’ Down      | — | — | R&B62 (6 Wo.)R&B | — | Erstveröffentlichung: September 1982 Autor: Rick James |                                                                                      |
| 1983 | Cold Blooded                                   | UK93 (2 Wo.)UK | US40 (12 Wo.)US | R&B1 (19 Wo.)R&B | Dance17 (13 Wo.)Dance | Erstveröffentlichung: 5. Juli 1983 Autor: Rick James |                                                                                      |
| 1983 | U Bring the Freak Out Cold Blooded             | — | — | R&B16 (14 Wo.)R&B | — | Erstveröffentlichung: Oktober 1983 Autor: Rick James |                                                                                      |
| 1983 | Ebony Eyes Cold Blooded                        | UK96 (3 Wo.)UK | US43 (11 Wo.)US | R&B22 (11 Wo.)R&B | — | Erstveröffentlichung: 17. November 1983 feat. Smokey Robinson / … and Friends Autor: Rick James |                                                                                      |
| 1984 | 17 Reflections                                 | UK76 (3 Wo.)UK | US36 (14 Wo.)US | R&B6 (16 Wo.)R&B | Dance60 (8 Wo.)Dance | Erstveröffentlichung: Juni 1984 Autor: Rick James |                                                                                      |
| 1984 | You Turn Me On Reflections                     | UK89 (2 Wo.)UK | — | R&B31 (11 Wo.)R&B | — | Erstveröffentlichung: Oktober 1984 Autor: Rick James |                                                                                      |
| 1985 | Can’t Stop Glow                                | — | US50 (8 Wo.)US | R&B10 (12 Wo.)R&B | Dance9 (7 Wo.)Dance | Erstveröffentlichung: März 1985 Autor: Rick James |                                                                                      |
| 1985 | Glow                                           | UK80 (5 Wo.)UK | — | R&B5 (15 Wo.)R&B | Dance1 (10 Wo.)Dance | Erstveröffentlichung: Juni 1985 Autor: Rick James |                                                                                      |
| 1985 | Spend the Night with Me Glow                   | — | — | R&B41 (9 Wo.)R&B | — | Erstveröffentlichung: August 1985 Autor: Rick James |                                                                                      |
| 1986 | Sweet and Sexy Thing The Flag                  | — | — | R&B6 (15 Wo.)R&B | Dance4 (8 Wo.)Dance | Erstveröffentlichung: Mai 1986 Autor: Rick James |                                                                                      |
| 1988 | Loosey’s Rap Wonderful                         | UK80 (3 Wo.)UK | — | R&B1 (16 Wo.)R&B | Dance25 (5 Wo.)Dance | Erstveröffentlichung: Juni 1988 feat. Roxanne Shanté und Big Daddy Kane Autor: Rick James |                                                                                      |
| 1988 | Wonderful                                      | — | — | R&B50 (7 Wo.)R&B | — | Erstveröffentlichung: September 1988 Autor: Rick James |                                                                                      |
| 1989 | This Magic Moment / Dance with Me –            | — | — | R&B74 (5 Wo.)R&B | — | Erstveröffentlichung: Mai 1989 Autoren: Doc Pomus, Mort Shuman, George Treadwell, Irving Nahan Originale: The Drifters, 1960/1958                                                                                |                                                                                      |
| 2006 | In the Ghetto The Big Bang                     | — | — | R&B50 (15 Wo.)R&B | — | Erstveröffentlichung: August 2006 Busta Rhymes feat. Rick James Autor: Rick James |                                                                                      |

Weitere Singles
- 1974: My Mama
- 1976: Get Up and Dance
- 1980: Strut Your Stuff (Rick James presents The Stone City Band)
- 1980: Summer Love
- 1981: Mr. Policeman
- 1982: Teardrops
- 1986: Forever and a Day
- 1988: Sexual Luv Affair
- 1997: Player’s Way (feat. Snoop Dogg und Bobby Womack)
- 1998: Turn It Out (The S-Class Remixes)

## Videoalben
- 2005: Super Freak Live 1982
- 2005: Rick James at Rockpalast
- 2009: I’m Rick James: The Definitive DVD

## Statistik

### Chartauswertung
|                     | UK    | US     | R&B      |
| ------------------- | ----- | ------ | -------- |
| Nummer-eins-Alben   | UK—UK | US—US  | R&B2R&B  |
| Top-10-Alben        | UK—UK | US1US  | R&B8R&B  |
| Alben in den Charts | UK1UK | US13US | R&B14R&B |

|                       | UK     | US     | R&B      | Dance        |
| --------------------- | ------ | ------ | -------- | ------------ |
| Nummer-eins-Singles   | UK—UK  | US—US  | R&B4R&B  | Dance2Dance  |
| Top-10-Singles        | UK—UK  | US—US  | R&B14R&B | Dance16Dance |
| Singles in den Charts | UK12UK | US12US | R&B29R&B | Dance12Dance |

### Auszeichnungen für Musikverkäufe
| Goldene Schallplatte - Kanada - 1982: für die Single Superfreak Platin-Schallplatte - Kanada - 1983: für das Album Street Songs |

Anmerkung: Auszeichnungen in Ländern aus den Charttabellen bzw. Chartboxen sind in ebendiesen zu finden.
| Land/RegionAuszeichnungen für Musikverkäufe (Land/Region, Auszeichnungen, Verkäufe, Quellen) | Gold     | Platin     | Verkäufe  | Quellen         |
| -------------------------------------------------------------------------------------------- | -------- | ---------- | --------- | --------------- |
| Kanada (MC)                                                                                  | Gold1    | Platin1    | 150.000   | musiccanada.com |
| Vereinigte Staaten (RIAA)                                                                    | 4× Gold4 | Platin1    | 3.000.000 | riaa.com        |
| Vereinigtes Königreich (BPI)                                                                 | Gold1    | —          | 400.000   | bpi.co.uk       |
| Insgesamt                                                                                    | 6× Gold6 | 2× Platin2 |           |                 |